# Expedició sud-africana a l'Everest de 1996
L'expedició sud-africana a l'Everest de 1996 va ser una expedició molt publicitada de l'equip d'alpinisme sud-africà amb l'objectiu d'assolir el cim de l'Everest. L'expedició la va dirigir Ian Woodall, i tenia la intenció de ser una celebració de la Sud-àfrica post-apartheid. Woodall i Cathy O'Dowd van fer cim junts, i Bruce Herrod va arribar al cim després, però va morir durant el descens. Encara que l'expedició no es va veure atrapada pel desastre de l'Everest de 1996, aquest va tenir lloc mentre l'equip sud-africà era a la muntanya.
Inicialment l'expedició estava patrocinada pel diari Sunday Times, però després d'una baralla amb el diari, altres mitjans de comunicació van cobrir-ne l'expedició, incloent-hi l'emisora 702 Talk Radio. L'expedició va estar envoltada de controvèrsia degut a l'estil de lideratge de Woodall, i diversos membres de l'equip van abandonar l'expedició. També hi van haver acusacions que Deshun Deysel, una alpinista coloured amb poca experiència que va ser inclosa a l'expedició com a pràctica tokenista.